# باد و شیر
باد و شیر (انگلیسی: The Wind and the Lion) فیلمی آمریکایی در سبک زندگینامه‌ای و ماجراجویی به کارگردانی جان میلیوس است که در سال ۱۹۷۵ منتشر شد.

## بازیگران
- شان کانری
- کندیس برگن
- برایان کیت
- جان هیوستون
- جفری لوئیس
- استیو کانالی
- آلدو سامبرل
- روی جنسن
- ولادک شیبال
- بیلی ویلیامز
- لوئیس باربو